# 松本行真
松本 行真（まつもと みちまさ、1972年 - ）は、日本の都市社会学者。東北大学災害科学国際研究所准教授で、リーディング大学院グローバル安全学トップリーダー育成プログラムを担当している。

## 経歴
茨城県勝田市（現：ひたちなか市）に生まれ、1996年に中央大学理工学部土木工学科を卒業し、東北大学大学院情報科学研究科人間社会情報科学専攻に進んで、2002年に「「場所」の喪失と創出のメカニズムに関する研究」により。東北大学から博士（情報科学）を取得した。
2002年からジェイ・エム・アール生活総合研究所に勤務した後、2007年に福島工業高等専門学校コミュニケーション情報学科の教員となり、2013年に東北大学災害科学国際研究所准教授となった。
2011年の東日本大震災以降は、もっぱら被災者・避難者の生活実態に関する調査研究を行っており、2015年には著書『被災コミュニティの実相と変容：福島県浜通り地方の調査分析』を刊行し、さらに、吉原直樹、仁平義明との共編著『東日本大震災と被災・避難の生活記録』を出版した。